# 斷紋擬四眼鱂
斷紋擬四眼鱂，為輻鰭魚綱鯉齒目鰕鱂亞目溪鱂科的其中一種，為熱帶淡水魚，分布於南美洲秘魯亞馬遜河及San Gaban河流域，體長可達3.7公分，棲息在森林覆蓋底中層水域，生活習性不明。

## 擴展閱讀
維基物種上的相關：斷紋擬四眼鱂